# Dictionnaire du chilleur
Le Dictionnaire du chilleur est un dictionnaire de l'argot des jeunes au Québec créé par le musicien et linguiste Jérôme Charette-Pépin. Lancé le 25 octobre 2024, il s'agit du premier dictionnaire publié par Le Robert Québec, antenne québécoise des Dictionnaires Le Robert créée la même année. L'ouvrage compte plus de 3000 entrées, 5500 sens et 7000 exemples.
Le dictionnaire intègre notamment les emprunts à l'anglais, à l'argot français, au créole haïtien et à l'arabe qui sont caractéristiques du parler des jeunes québécois. On y trouve des mots comme chilling, patnais et skur.

## Réception
Dès sa publication, le Dictionnaire du chilleur est accueilli favorablement. Guy Bertrand, connu comme principal conseiller linguistique du diffuseur national, dit « adorer » le travail effectué par Jérôme Charette-Pépin. 
Le linguiste Robert Vézina, codirecteur du Dictionnaire historique du français québécois, y voit une œuvre majeure. 
Dans Le Devoir, la chroniqueuse Josée Blanchette qualifie ce dictionnaire de « bouquin essentiel ». 
Le linguiste Gabriel Martin, qui a édité et préfacé l'ouvrage, note qu'on y trouve de nombreuses données inédites. Il présente ce dictionnaire comme étant « radicalement descriptif » et le fait découler de l'idéologie de l'authentique. À l'antenne de Nathalie Normandeau, l'auteur indique que l'ouvrage se distingue ainsi d'un dictionnaire plus normatif comme Le Multidictionnaire de la langue française et l'éditeur affirme que cette caractéristique peut le rendre intéressant aussi bien pour les jeunes que pour leurs parents.